# Халанський Іван Іванович
Іван Іванович Халанський (1749–1825), культурно-освітній діяч родом з с. Халані на Слобожанщині, один з членів Новгород-Сіверського патріотичного гуртка.

## Життєпис
Працював канцеляристом у Петербурзі з 1774 року, а з 1778 року він на військовій службі, був полковим квартирмейстером Українського гусарського полку, з 1782 року – капітаном. 
У 1784 Івана Івановича Халанського призначили прокурором верхнього земського суду Новгород-Сіверського намісництва. У 1789 році за рекомендацією генерал-губернатора Румянцева, І. Халанський обіймає посаду директора Новгород-Сіверського головного училища, де він працював до 5 березня 1825 року. 
Деякий час володів хутором Каплиця, після смерті хутір успадкували його діти, а після 1861 року продали хутір місцевим мешканцям 
Помер 5 березня 1825 року на 80-му році життя. 

## Сім'я
Халанський Іван мав дітей Андрія 1795-1864 рр. був статським радником (31.12.1840), виконуючим обов'язки стастського - секретаря Держдуми по Департаменту справ Царства Польського з 1840 р., таємний радник 01.01.1856), наглядач в департаменті Герольдії Правлячого Сенату (1.01.1856-23.11.1857), наглядач в 1 відділі 3 департаменту Правлячого Сенату (23.11.1857-13.09.1860), наглядач в 2 департаменті Правлячого Сенату (13.09.1860-1.05.1861), наглядач в 1 відділі 3 департаменту Правлячого Сенату з 1.05.1861 року, кавалер орденів: Св. Володимира III ст., II ст. (1.01.1862), Св. Анни I ст. (1.01.1850) з імператорської корони (1.01.1853), Св. Станіслава I ст. (1.01.1843).
Василь між 1763-1823 рр.	генерал-майор (7.04.1846), генерал-лейтенант (16.08.1857), генерал артилерії (3.03.1862), кавалер орденів: Св. Георгія IV ст. (25.12.1833)., Микола між 1763-1834 рр. генерал-майор, Петро 1801- рр. статський радник, дочка Софія (Тимківська), Олександра 1817 р.н. (Псіол), Марія (Шиланська), Ганна (Кобеляцька).